# 10925 Ventoux
10925 Ventoux este un asteroid din centura principală de asteroizi.

## Descriere
10925 Ventoux este un asteroid din centura principală de asteroizi. A fost descoperit pe 28 ianuarie 1998 la Bédoin de Pierre Antonini (astronom). El prezintă o orbită caracterizată de o semiaxă mare de 2,62 ua, o excentricitate de 0,06 și o înclinație de 2,5° în raport cu ecliptica.